# Стабилизатори мастоцита
Стабилизатори мастоцита су лекови који се користе за превенцију или лечење одређених алергијских поремећаја. Они блокирају дегранулацију мастоцита, стабилизујући ћелију и на тај начин спречавајући ослобађање хистамина и сродних медијатора.

## Механизам деловања
Мастоцити су  крупне лутајуће ћелије везивног ткива, које се стварају у коштаној сржи и крвљу доспевају до везивног ткива. Главна особина су им крупне и бројне грануле обавијене мембраном. Они играју  виталну улогу у борби против токсичних или страних супстанци које улазе у тело (алергени). Мастоцити су такође одговорне за непосредне алергијске реакције изазване ослобађањем хистамина или других медијатора који су ускладиштени у њима или произведене у њима. Прилив  калцијумови јона у мастоцитима ослобађа хистамине или друге медијаторе (дегранулација мастоцита).
Механизам деловања стабилизатора мастоцита није у потпуности схваћен. Када се користе, они инхибирају ослобађање хистамина и леукотриена из мастоцита  и вероватно инхибирају деловање супстанци које делују као посредници у алергијским реакцијама (нпр. супстанца П ).
Сматра се да је фармакодинамички механизам блокирање ИгЕ регулисаних калцијумских канала, па се без интрацелуларног калцијума, хистаминске везикуле не могу спојити са ћелијском мембраном и тако дегранулисати.

## Примена
Стабилизатори мастоцита користе се користите профилактички код алергијских болести. Подручје индикације укључује: 
- астме, у облику инхалатора,
- поленске грознице (алергијски ринитис) у облику спрејева за нос
- алергијског коњунктивитиса у облику капи за очи.[3]
- мастоцитозе (ретког стања) лековима  у оралном облику.

## Супстанце
Супстанце које делују као стабилизатори мастоцита могу бити:
- Природне суппстанце, алкалоиди, биолошка средства, кумарини, кверцетин,
- Скоро природне супстанце, аналози пропионске киселине, деривати инданона,
- Синтетичке супстанце,  мидостаурин , ЈАК инхибитори.

Доступне супстанце из групе кромона су:
- Кромоглицинска киселина
- Недојромил
- Лодоксамид
- Пемироласт
- Олопатадин

## Нежељени ефекти
Због локалне примене супстанци, системски нежељени ефекти специфични за ову групу лекова су веома ретки. Као резултат локалне примене, може доћи до надражаја и иритације слузокоже.